# Плеснер, Абрам Иезекиилович
Абрам Иезекиилович Плеснер (13 февраля 1900, Лодзь, Петроковская губерния — 18 апреля 1961, Москва) — советский математик. Доктор физико-математических наук (1935), профессор (1938).

## Биография
Родился 13 февраля (по старому стилю) 1900 года в Лодзи в семье Хаскеля Моисеевича Плеснера (1871—1931), уроженца Челяди, и Марьем (Мирл) Некрич (1877—?), родом из Згежа. У него были младшие братья Моисей-Самуил (1902) и Давид (1904). Учился в Гёттингенском и Берлинском университетах, окончил Гиссенский университет в 1922 году (под руководством Фридриха Энгеля и Людвига Шлезингера). Работал в Марбурге. С 1932 года жил в СССР. Преподавал на мехмате МГУ (1932—1948), одновременно работал в Математическом институте АН СССР (1934—1949).
Во время Великой Отечественной войны находился в эвакуации в Казани.
В 1949 году был уволен в связи с кампанией по борьбе с космополитизмом. Обширная монография «Спектральная теория линейных операторов», написанная им перед увольнением в 1948 году, была опубликована лишь посмертно.
Совместно с Л. А. Люстерником открыл на механико-математическом факультете МГУ научно-исследовательский семинар по функциональному анализу.

## Научные интересы
Основные результаты в области функционального анализа, теории функций комплексного переменного (теорема Плеснера — один из основных результатов в теории граничных свойств аналитических функций, 1929) и операционного исчисления. Известна также теорема Плеснера о сопряжённых тригонометрических рядах. Основоположник московской школы функционального анализа.
Среди учеников — В. А. Рохлин, В. Г. Срагович, Г. А. Сухомлинов. О влиянии А. И. Плеснера на своё математическое образование говорил и И. М. Гельфанд.

## Монографии
- Ludwig Schlesinger, Abraham Plessner. Lebesguesche Integrale Und Fouriersche Reihen. Walter de Gruyter, 1926. — 226 с.
- Спектральная теория линейных операторов. М.: Наука, 1965. — 625 с.
- Spectral Theory of Linear Operators. В 2-х тт. Frederick Ungar Publishing Co., Inc., 1969.